# فاختانغ الرابع
واختانج الرابع (بالجورجية: ვახტანგ IV) (حوالي 1413 - ديسمبر 1446)، من سلالة باغراتيوني، كان ملكًا (ميبي) لجورجيا حكم من عام 1433 حتى وفاته، وارتبط بعرش والده ألكسندر الأول من عام 1433 حتى تنازل الأخير عن العرش عام 1442 وتقاسم العرش مع إخوته الثلاثة حتى وفاته.
وباعتباره ملكًا، لم يكن يسيطر إلا على أجزاء من المملكة وكان عليه أن يواجه غزوًا تركمانيًا. وشهد عهده بداية تفكك جورجيا إلى دول أصغر وانهيار المملكة الجورجية.